# Baptiste Aloé
Baptiste Aloé (La Ciotat, Francia, 29 de junio de 1994) es un futbolista francés que juega como defensa en el A. S. Nancy-Lorraine del Championnat National.

## Carrera
Nacido en La Ciotat, comenzó a dar sus primeros pasos en el fútbol en equipos de su ciudad natal, para luego en 2003 unirse a las juveniles del Olympique de Marsella. En el año 2012 comenzó a jugar sus primeros partidos por el segundo equipo del Marsella, llegando el día de su debut como profesional el 4 de octubre de 2012 en un duelo de la Liga Europa frente al AEL Limassol. Aloé jugaría los 90 minutos del partido, donde el equipo francés ganaría por 5-1.
Luego siguió jugando en el equipo reserva del Marsella, logrando destacadas actuaciones que lo llevarían a firmar su primer contrato como jugador profesional antes de iniciarse la temporada 2014-15. Haría su debut en la Ligue 1 el 2 de noviembre de 2014 frente al Lens al sustituir a Dimitri Payet en el minuto 67, el partido finalizaría con victoria para el Olympique de Marsella por 2-1. Su primera temporada como profesional la culminaría con 14 encuentros jugados.
Al comienzo de la temporada 2015-16, Aloé no entraba en los planes de Michel, por lo que el club decidió enviarlo a préstamo al Valenciennes de la segunda división francesa. El 28 de agosto de 2015 se hizo oficial su llegada.

## Clubes
| Club                        | País     | Año       |
| --------------------------- | -------- | --------- |
| Olympique de Marsella       | Francia  | 2012-2017 |
| Valenciennes F. C. (cedido) | Francia  | 2015-2016 |
| Valenciennes F. C. (cedido) | Francia  | 2016-2017 |
| Valenciennes F. C.          | Francia  | 2017-2019 |
| KFCO Beerschot Wilrijk      | Bélgica  | 2020      |
| F. C. Arouca                | Portugal | 2020-2021 |
| F. C. Dinamo de Bucarest    | Rumania  | 2022      |
| A. S. Nancy-Lorraine        | Francia  | 2022-     |